# 姜梅紅
姜梅紅（1951年5月20日—），台灣政治人物，出生於台南縣下營鄉（今臺南市下營區），目前居住於朴子市，現擔任第20屆嘉義縣議會議員（第四選區朴子市、東石鄉、六腳鄉）。曾任第12、13、14屆、18-19屆嘉義縣議會議員（第四選區朴子市、東石鄉、六腳鄉）。

## 經歷
國立嘉義高級商業職業學校90學年度家長會會長、立法委員何金松海區服務處主任、嘉義縣新希望關懷協會理事、嘉義縣網寮漁牧運銷合作社理事主席、第九屆財團法人梅嶺美術文教基金會董事。

## 服務處
姜梅紅議員 朴子服務處：613嘉義縣朴子市博文街10號
姜梅紅議員 東石服務處：614嘉義縣東石鄉永屯村58號